# Dálnice D35
Dálnice D35 je dálnice plánovaná na trase Úlibice (nedaleko Jičína) – Hradec Králové, kde se setkává s dálnicí D11 (a se kterou několik km peážuje), a dále přes Vysoké Mýto, Litomyšl, kolem Svitav, přes Mohelnici a okolo Olomouce až k Lipníku nad Bečvou, kde se napojuje na dálnici D1. Po dokončení bude druhou nejdelší dálnicí v Česku a měla by se spolu s dálnicí D11 v úseku Sedlice – Lipník nad Bečvou stát alternativní trasou k přetížené dálnici D1. Po dálnici je či bude vedena evropská silnice E442.
Na dálnici se bude nacházet nejdelší dálniční tunel v Česku, a to tunel Dětřichov s délkou 3 983 metrů, a dále dva kratší – tunel Maletín v délce 1 100 metrů a tunel Homole v délce 570 metrů.
V současné době[kdy?] je vyjmut z režimu časového zpoplatnění pro vozidla do 3,5 tuny obchvat Olomouce v úseku Křelov – MÚK Holice (276).

## V provozu
Ke konci roku 2022 jsou v provozu tři souvislé úseky D35:
- Sedlice (křižovatka s D11) – Opatovice nad Labem (křižovatka s I/37) – Ostrov (křižovatka s I/17), celkem 31,5 km
- Mohelnice (napojení na I/35 a I/44) – Křelov (pokračování po původní R35 (I/35) na kruhový objezd Olomouc-Globus), celkem 26,2 km
- Olomouc-Neředín – Slavonín (křížení s D46) – Holice (I/46, I/55) – Lipník nad Bečvou (napojení na D1), celkem 32,8 km

## Přehled úseků
| Číslo | Název                                | Kategorie             | Délka        | Zahájení výstavby    | Uvedení do provozu            | Křižovatky                                                                    |
| ----- | ------------------------------------ | --------------------- | ------------ | -------------------- | ----------------------------- | ----------------------------------------------------------------------------- |
| H9    | Úlibice, obchvat (I/35, I/16)        | D 25,5/100            | 1,64 km      | plánováno 2026       | plánováno 2029                | Úlibice                                                                       |
| H6    | Úlibice–Hořice                       | D 26,0/130            | 16,35 km     | plánováno 2025       | plánováno 2028                | Chomutice                                                                     |
| H7    | Hořice–Sadová                        | D 25,5/120            | 10,45 km     | 11/2023              | plánováno 2025                | Hořice                                                                        |
| H8a   | Sadová–Plotiště, 1. etapa            | D 25,5/120            | 1,26 km      | 09/2024              | plánováno 2025                | Sadová                                                                        |
| H8b   | Sadová–Plotiště, 2. etapa            | D 25,5/120            | 6,28 km      | 09/2024              | plánováno 2026                | Sadová                                                                        |
|       | Sedlice (D11) – Opatovice nad Labem  | R 24,5/120 R 25,5/120 | 4,19 km      | 11/2006              | 11/2009 (část) 12/2015 (celé) | Sedlice (exit 127) Opatovice nad Labem (exit 131)                             |
| E2    | Opatovice nad Labem – Časy           | D 26,0/130            | 12,61 km     | 03/2019              | 12/2021                       | Rokytno (exit 139) Časy (exit 144)                                            |
| E3    | Časy–Ostrov                          | D 26,0/130            | 14,7 km      | 12/2018              | 12/2022                       | Dašice (exit 148) Ostrov (exit 157)                                           |
| E4    | Ostrov – Vysoké Mýto                 | D 26,0/130            | 7,0 km       | 05/2024              | plánováno 2026                |                                                                               |
| E11   | Ostrov – Vysoké Mýto, tunel Homole   | D 26,0/130            | 0,53–0,57 km | 05/2024              | plánováno 2026                |                                                                               |
| E5    | Vysoké Mýto – Džbánov                | D 26,0/130            | 5,95 km      | 11/2023              | plánováno 12/2025             | Vysoké Mýto-západ Džbánov                                                     |
| E6    | Džbánov–Litomyšl                     | D 26,0/130            | 7,59 km      | 04/2024              | plánováno 2027                | Řídký                                                                         |
| E7    | Litomyšl–Janov                       | D 26,0/130            | 10,44 km     | 02/2025              | plánováno 2027                | Janov                                                                         |
| E8    | Janov–Opatovec                       | D 26,0/130            | 11,71 km     | 05/2023              | plánováno 12/2025             | Opatovec                                                                      |
| E9    | Opatovec – Staré Město               | D 26,0/130            | 16,6 km      | plánováno 2026 (PPP) | plánováno 2029                |                                                                               |
| M7    | Staré Město – Mohelnice              | D 26,0/130            | 18,23 km     | plánováno 2026 (PPP) | plánováno 2029                | Maletín Mohelnice-sever Mohelnice-jih                                         |
|       | Mohelnice–Loštice, obchvat Řimice    | S 22,5/100            | 5,4 km       | 70. léta 20. stol.   | 1979                          | Mohelnice-jih (exit 235) Palonín (exit 240)                                   |
|       | Řimice–Mladeč                        | S 22,5/100            | 4,5 km       | 70. léta 20. stol.   | 1983                          |                                                                               |
|       | Mladeč–Nasobůrky                     | S 22,5/100            | 3,2 km       | 80. léta 20. stol.   | 1986                          | Mladeč (exit 245)                                                             |
|       | Nasobůrky–Unčovice                   | S 22,5/100            | 4,9 km       | 70. léta 20. stol.   | 1978                          | Nasobůrky (exit 248)                                                          |
|       | Unčovice–Příkazy                     | S 22,5/100            | 2,7 km       | 80. léta 20. stol.   | 1984                          | Unčovice (exit 253)                                                           |
|       | Příkazy, obchvat                     | S 22,5/100            | 3 km         | 80. léta 20. stol.   | 1985                          |                                                                               |
|       | Příkazy–Křelov                       | S 22,5/100            | 2,5 km       | 70. léta 20. stol.   | 1978                          | Křelov (exit 261)                                                             |
| M4    | Křelov–Slavonín, 2. etapa            | D 22,5/120            | 3,17 km      | 02/2024              | plánováno 11/2025             | Křelov                                                                        |
|       | Křelov–Slavonín, 1. etapa            | R 22,5/120            | 2,75 km      | 10/2004              | 11/2007                       |                                                                               |
|       | Slavonín (D46) – Přáslavice          | R 26,5/120            | 14,65 km     | 11/1999              | 10/2003                       | Olomouc-centrum (exit 267) Olomouc-Nemilany (exit 272) Olomouc-jih (exit 276) |
|       | Přáslavice – Velký Újezd             | D 26,5/120            | 8,05 km      | 12/1993              | 10/1997                       | Olomouc-východ (exit 281)                                                     |
|       | Velký Újezd – Lipník nad Bečvou (D1) | D 26,5/120            | 7,35 km      | 10/1996              | 07/1999                       | Velký Újezd (exit 290)                                                        |

## Historie záměru a výstavby
Původně byla plánována dálnice D35 z Hradce Králové do Lipníka nad Bečvou. V roce 1987 však bylo rozhodnuto o stavbě rychlostní silnice R35 namísto dálnice a o prodloužení její trasy až do Liberce. 1. ledna 2016 byl úsek rychlostní silnice R35 Úlibice – Lipník nad Bečvou opět přeřazen do kategorie dálnic, stala se z něj dálnice D35. Zbytek rychlostní silnice R35 je zařazen mezi silnice I. třídy jako silnice pro motorová vozidla.
V současné době je v provozu úsek dálnice D35 Mohelnice – Olomouc – Lipník nad Bečvou s přerušením u Křelova u Olomouce. V provozu je rovněž úsek bývalé rychlostní silnice R35 Liberec – Turnov, který však nebyl zařazen mezi dálnice a od 1. ledna 2016 je silnicí pro motorová vozidla I/35.
27. listopadu 2009 byl zprovozněn úsek dálnice D35 Sedlice (MÚK s dálnicí D11) – Opatovice nad Labem (MÚK se silnicí I/37) o délce přibližně 3,5 km. Třípatrová MÚK Opatovice patří k největším křižovatkám v Česku. Kolem Hradce Králové vede D35 peážně s dálnicí D11 (mezi MÚK Sedlice a MÚK Plotiště), přičemž poslední z peážních úseků byl dokončen v prosinci 2021.
V prosinci 2021 byl uveden do provozu úsek dálnice Opatovice nad Labem – Časy. Tím bylo společně s otevřením dalších úseků dálnice D11 umožněno (s využitím úseku silnice I/36) převedení tranzitu od Svitav ve směru na Prahu, Jičín a Jaroměř mimo Hradec Králové. Navazující úsek k Ostrovu byl zprovozněn o rok později, v prosinci 2022.

## Spory o trasování

### Zámrsk – Dětřichov u Moravské Třebové

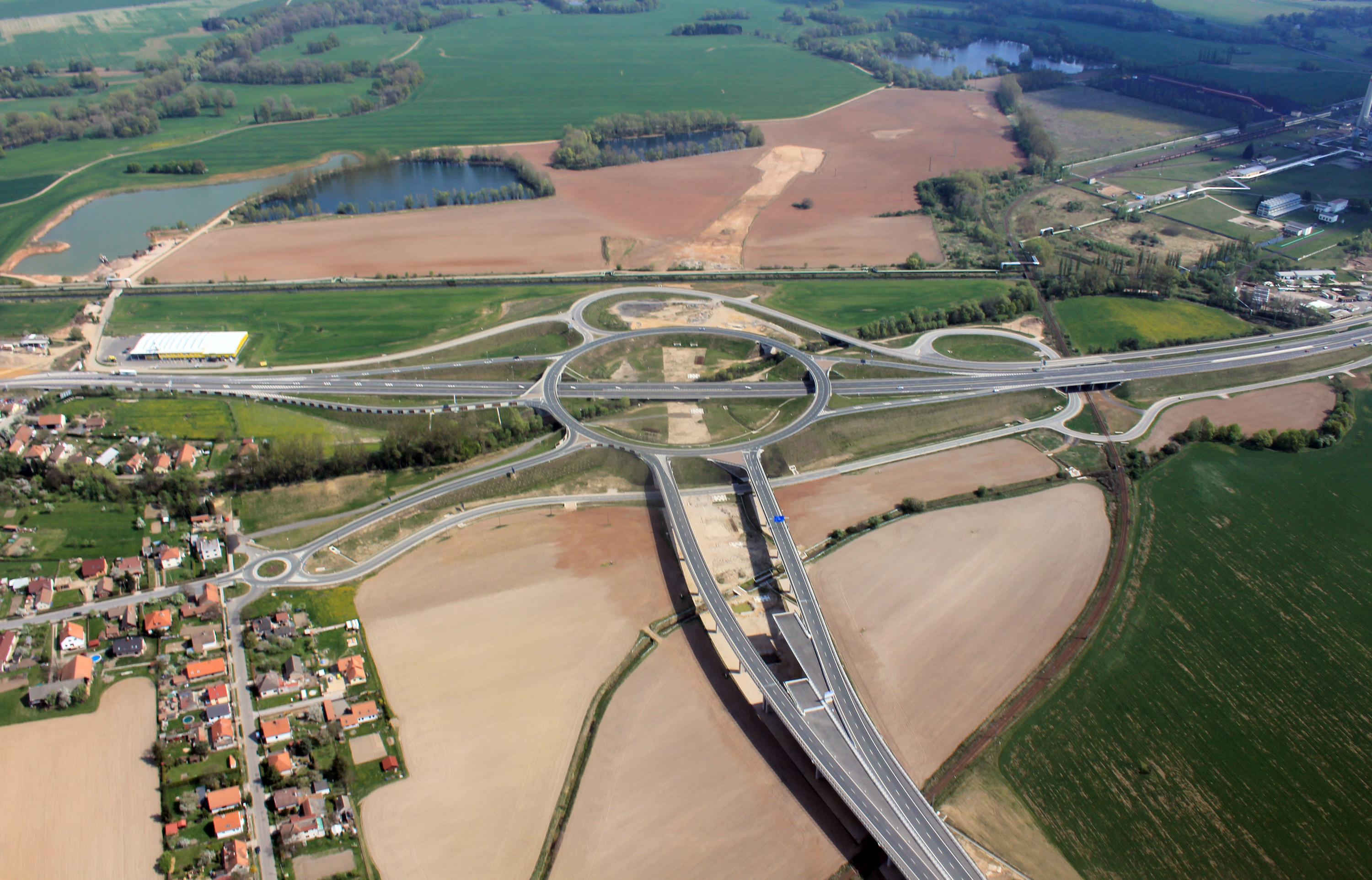
Dálnice D35 prozatím ukončená u kruhového objezdu u Opatovic nad Labem (rok 2011)

Dne 23. ledna 2008 byla zveřejněna studie firmy SUDOP, která doporučovala ve sporném úseku Zámrsk – Dětřichov u Moravské Třebové realizaci tzv. jižní varianty (v okolí současné silnice I/35). Tato varianta byla definitivně schválena zastupiteli Pardubického kraje. Proti této trase neprotestovala ani ekologická sdružení a je již zanesena v územním plánu, což by mohlo urychlit její realizaci.[zdroj?]

### Turnov–Úlibice
Dlouhodobým předmětem sporů je navržená varianta úseku Turnov–Úlibice, protínající Český ráj, která je však od 1. ledna 2016 vyřazena z plánované dálniční sítě a zařazena mezi silnice pro motorová vozidla.
Studie proveditelnosti zpracovaná společností Valbek doporučila tzv. severní variantu, která vede zhruba v trase současné silnice I/35 kolem Rovenska pod Troskami a jejíž náklady podle cen v roce 2008 byly odhadovány na 20 miliard Kč.
Ministerstvo životního prostředí podpořilo jako jedinou přijatelnou tzv. jižní variantu,[zdroj?] která Český ráj obchází z jihu (podél silnic I/16 a II/268). Výhodou jižní varianty (Jičín – Sobotka – Mnichovo Hradiště) jsou nižší náklady (15 miliard Kč), ale nevýhodou je, že by prodloužila trasu mezi Jičínem a Libercem a přetížila úsek D10 z Mnichova Hradiště do Turnova (na druhou stranu by zrychlila spojení Jičína a Mladé Boleslavi).
Třetí, „superseverní“ varianta přes Lomnici nad Popelkou, kolem Semil a přes Železný Brod do Rychnova u Jablonce nad Nisou by vlivem členitější geomorfologie byla výrazně dražší (37 miliard Kč), navíc by narušila krajinu Kozákovského hřbetu a Maloskalska.
Zastupitelstvo Libereckého kraje 30. března 2010 schválilo usnesení, kterým doporučuje k realizaci severní variantu. Proti ní však vystupuje Správa CHKO Český ráj a koalice občanských sdružení S.O.S. Český ráj. Realizace severní varianty by podle nich znamenala vyškrtnutí Geoparku Český ráj ze seznamu UNESCO.

## Opatovická křižovatka
V listopadu 2009 byla otevřena dvoupatrová křižovatka u Opatovic nad Labem, jejíž druhé patro je v podobě velkého kruhového objezdu. Křižovatka stála cca 1,344 miliardy korun a 85 procent nákladů mělo být hrazeno z fondů Evropské unie. V květnu 2011 ovšem EU stavbu kritizovala jako předraženou. Na konci roku 2015 byla křižovatka kompletně dostavěna, konkrétně se jednalo o třetí patro křižovatky. Jeho otevření bylo umožněno až po dostavbě úseku Opatovice – Časy, k čemuž došlo 15. prosince 2021.

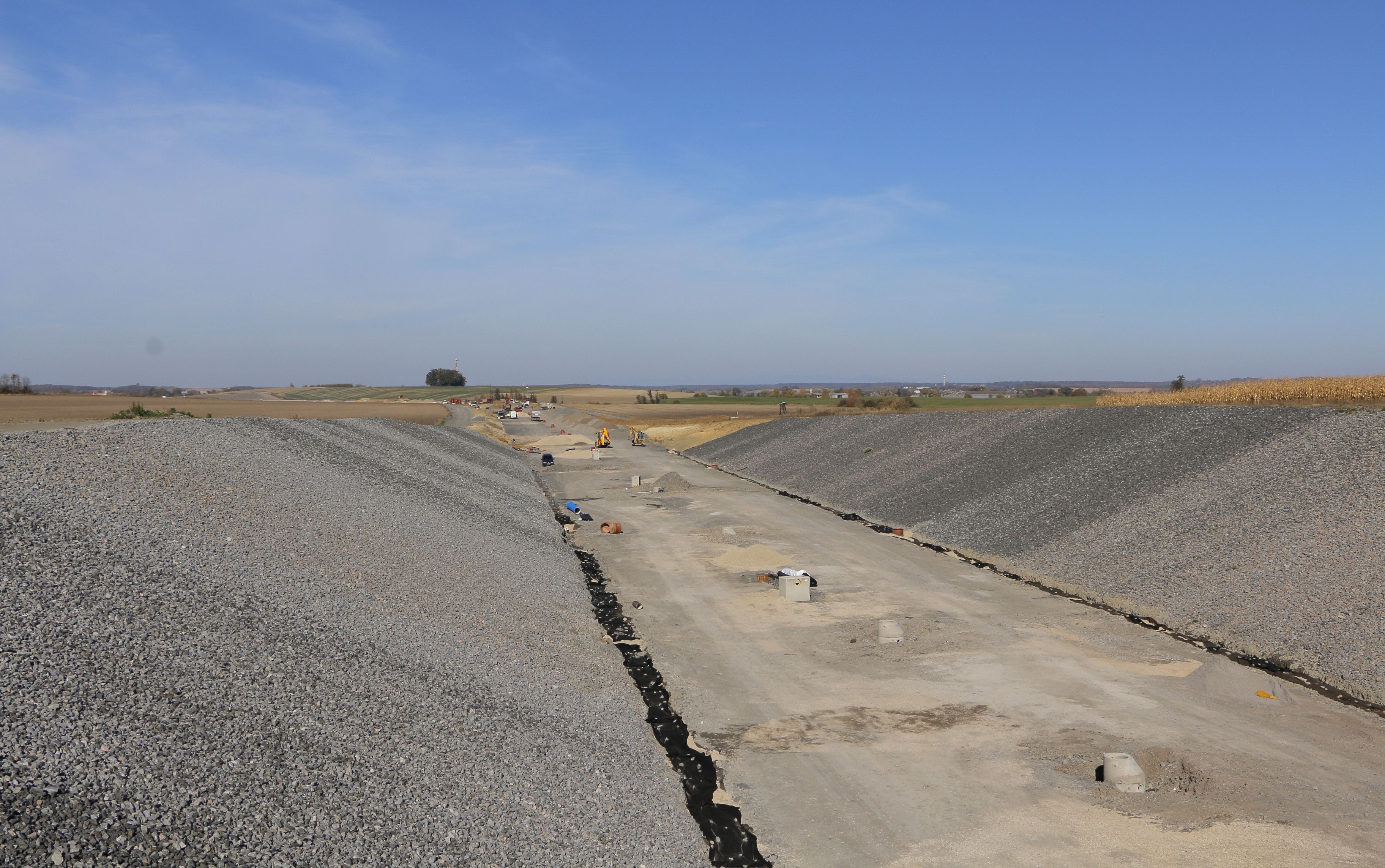
Výstavba dálnice u Čeradic (rok 2021)

## Příprava úseku Ostrov–Mohelnice
Úseky Ostrov – Vysoké Mýto, Vysoké Mýto – Džbánov, Džbánov–Litomyšl, Litomyšl–Janov, Janov–Opatovec a Opatovec – Staré Město (s 3 983 m dlouhým tunelem Dětřichov) se podle informačních letáků ŘSD mají začít stavět v letech 2023 – 2026.

## Galerie

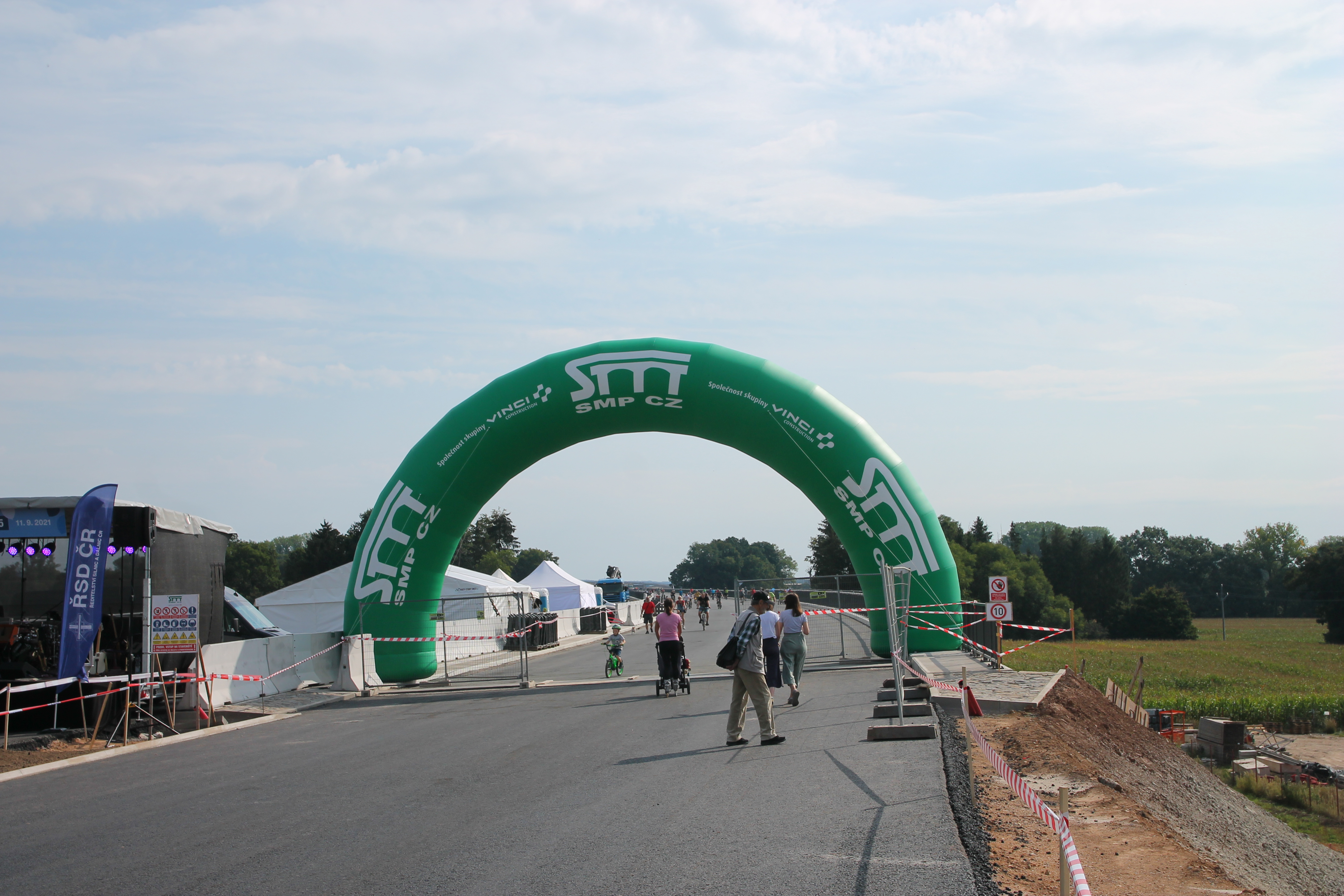
Den otevřených dveří před zprovozněním úseku Opatovice nad Labem – Časy
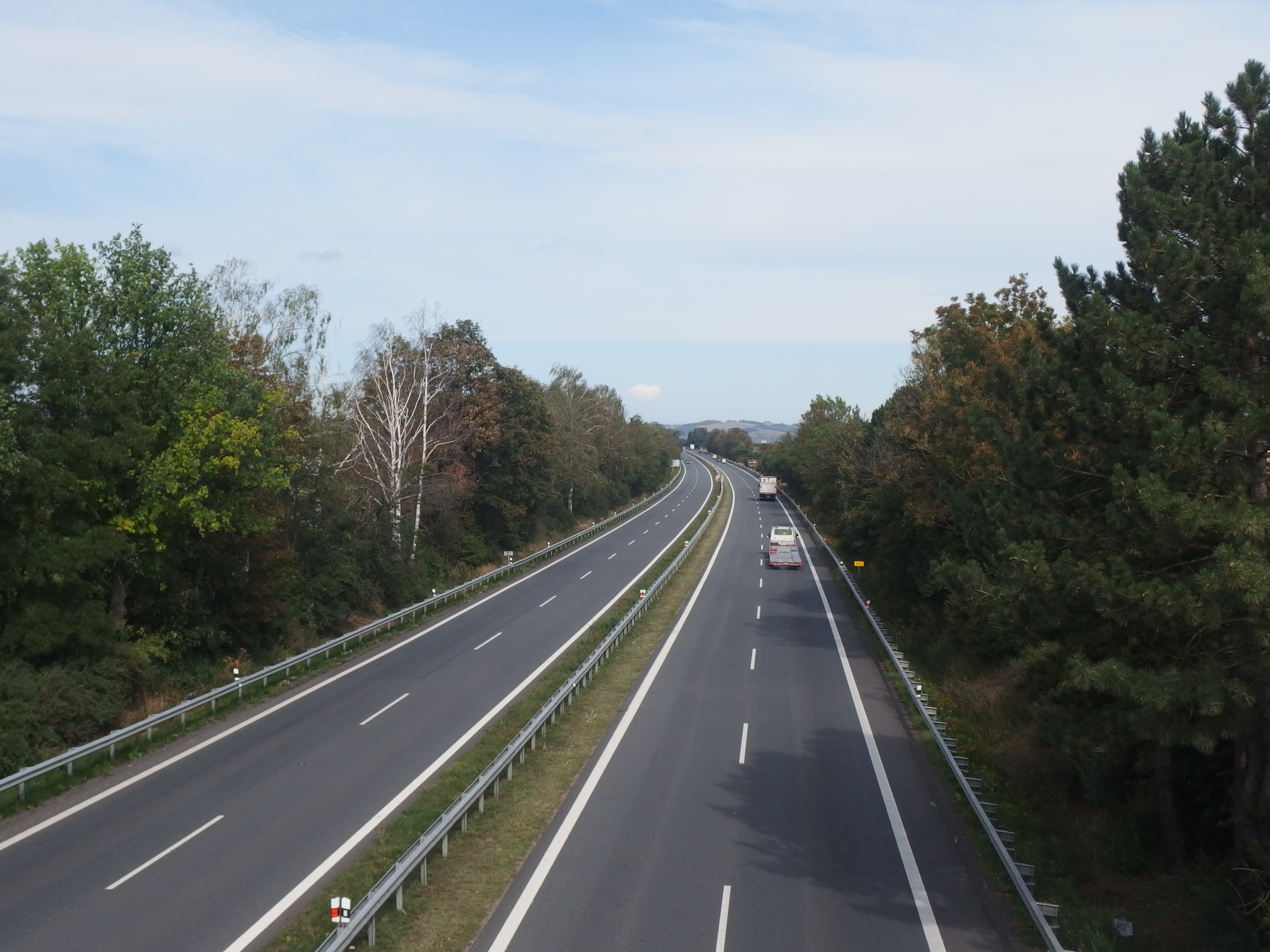
Dálnice u Loštic
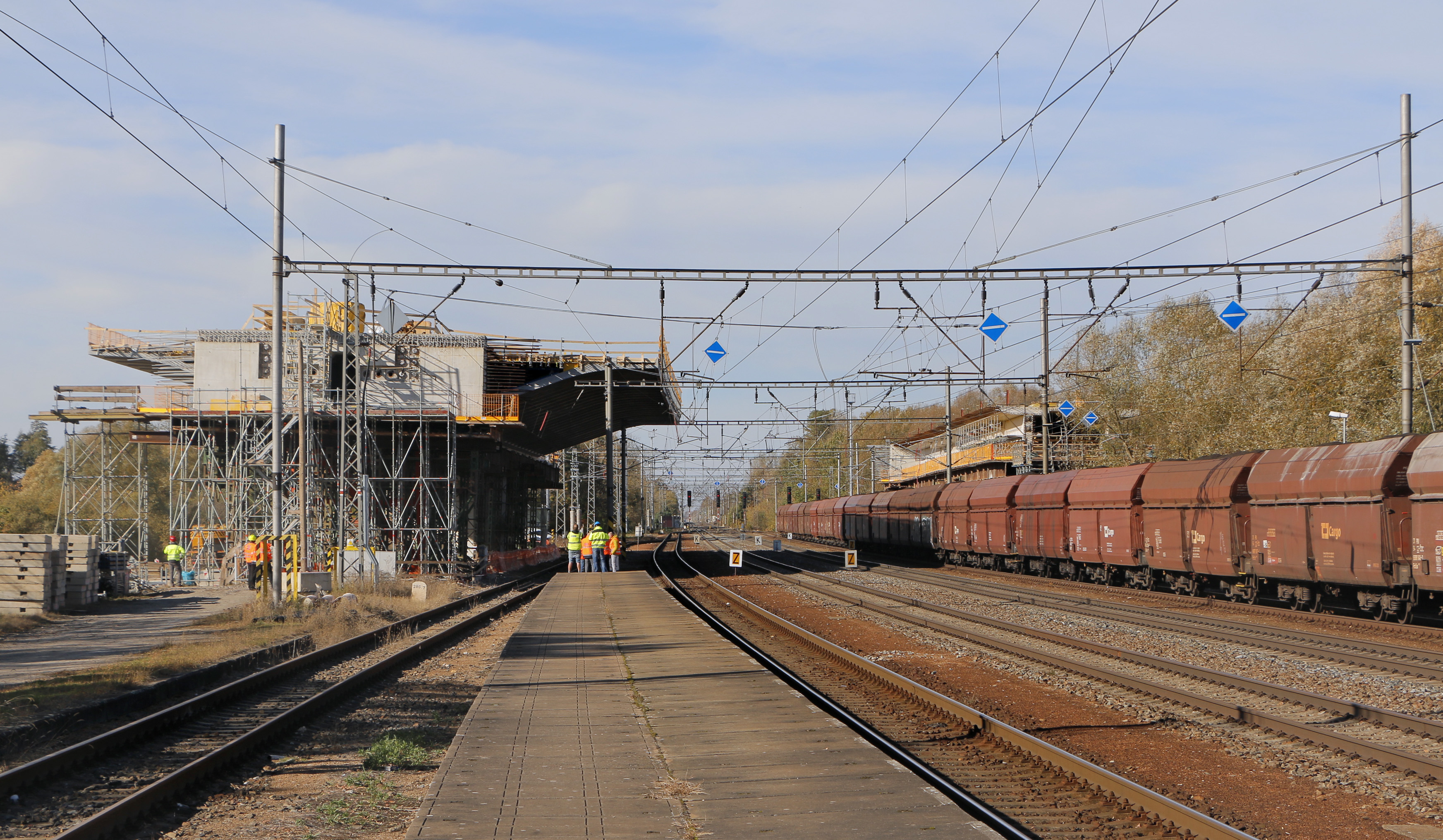
Stavba mostu přes trať Pardubice – Česká Třebová ve stanici Uhersko (rok 2021)